# Jamesonia hirta
Jamesonia hirta är en kantbräkenväxtart som först beskrevs av Carl Sigismund Kunth, och fick sitt nu gällande namn av Maarten J.M. Christenhusz. Jamesonia hirta ingår i släktet Jamesonia och familjen Pteridaceae. Inga underarter finns listade.